# Naturalização
Naturalização é um ato pelo qual uma pessoa voluntariamente adquire uma nacionalidade que não é sua própria pelo simples fato do nascimento. A naturalização é quase sempre associada com pessoas que imigraram, estabelecendo-se em países diferentes do que nasceram, optando por adquirir a nacionalidade do país que as acolheu, cumprindo uma série de requisitos, que varia de acordo com as legislações nacionais.

## Requisitos
Os requisitos primários para que um pedido de naturalização seja aceito são a residência por um determinado período de tempo ou a ligação à comunidade nacional do país cuja nacionalidade pretende-se obter. Esta ligação normalmente comprova-se pela própria residência continuada ou pelo matrimônio com pessoas que sejam titulares da nacionalidade que se pleiteia.
"Jure matrimonii" é uma expressão latina que se refere à forma de aquisição de nacionalidade pelo casamento. Sua utilização depende da legislação sobre a nacionalidade de cada país, especialmente daqueles países que a atribuem automaticamente ao cônjuge do nacional, mediante simples declaração de querer adquiri-la, como historicamente ocorria na Itália antes de 1983 e em Portugal antes de 1981. Atualmente a nacionalidade jure matrimonii não é tão frequente. Um bom exemplo dessa forma de aquisição de nacionalidade é a legislação da República de Cabo Verde, que exige apenas a declaração nesse sentido do cônjuge estrangeiro, durante a constância do casamento.